# Roh Hoe-chan

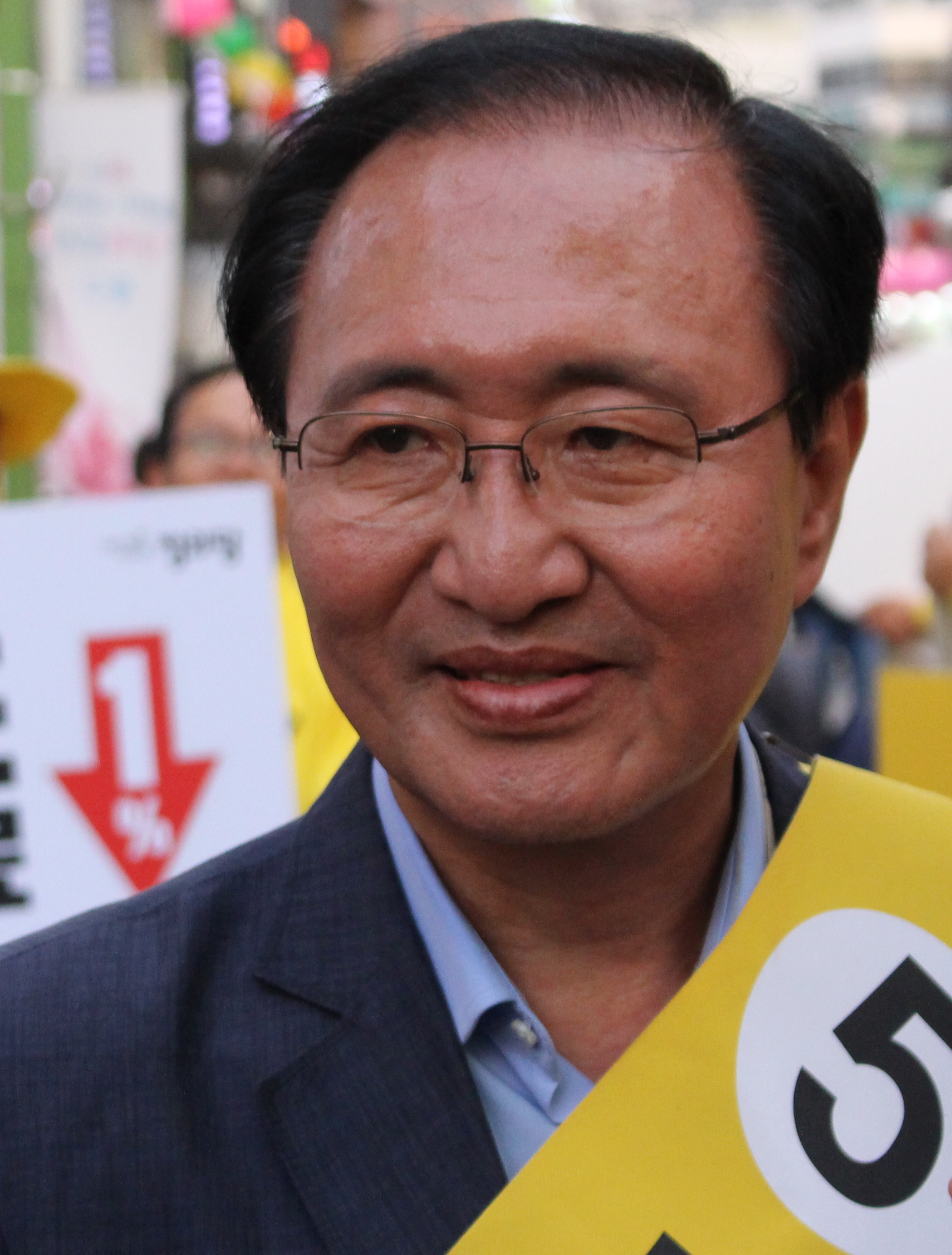
Roh Hoe-chan (2017)

Roh Hoe-chan (* 31. August 1956 in Busan; † 23. Juli 2018 in Seoul) war ein südkoreanischer Politiker. Er war Mitglied der 17., 19. und 20. Nationalversammlung. Als prominenter progressiver und sozialistischer Politiker war Roh an mehreren progressiven Parteien beteiligt, zuletzt von 2012 bis zu seinem Tod an der Jeongui-Partei.

## Frühes Leben
Roh Hoe-chan wurde 1956 in Busan in einen bürgerlichen Haushalt hineingeboren. In den 1970er Jahren ging er auf die Kyunggi-Schule in Gangnam-gu. Danach besuchte er ein College, nahm an politischen Bewegungen teil und wurde 1982 als Schweißer in einer Fabrik angestellt, wo er den Ablauf und die Fabrikarbeiter organisierte. Nachdem er gegen das Gesetz über die Nationale Sicherheit verstieß, wurde Roh 1989 von der Regierung gefangen genommen und für 30 Monate inhaftiert.

## Politische Karriere

Roh Hoe-chan zusammen mit Kwon Young-ghil und Sim Sang-jung (2007)

Nach Verbüßung seiner Haftstrafe war Roh in den 1990er Jahren an der Bildung politischer Parteien beteiligt, welche später im Jahr 2000 zur Demokratischen Arbeiterpartei wurden.
Roh war von 2006 bis 2008 Mitglied der Nationalversammlung. Neben Sim Sang-jung und Cho Seungsoo war er Mitbegründer der Jinbo-sin-Partei. 2010 kandidierte er erfolglos als Bürgermeister von Seoul. In den Jahren 2012 bis 2013 war er als Mitglied der Tonghap-jinbo-Partei und der Jeongui-Partei erneut Abgeordneter in der Nationalversammlung. Roh verließ später die Tonghap-jinbo-Partei, nachdem er behauptete, dass die Fraktion der Parteivorsitzenden Lee Jung-hee die Parteilisten manipuliert hat, mit dem Ziel Mitglieder ihrer eigenen Fraktion in die Nationalversammlung zu wählen. Zusammen mit Sim Sang-jung und Yu Si-min gründete Roh im Oktober 2012 die Jeongui-Partei.
Im Jahr 2005 veröffentlichte Rho im Internet die Namen von Staatsanwälten, die an Korruptionsfällen in Zusammenhang mit Samsung beteiligt waren. Daraufhin wurde er beschuldigt, das koreanische Kommunikationsgeheimnis verletzt zu haben. Nach einem langen Rechtsstreit wurde er letztendlich zu vier Monaten Gefängnis und 2013 zu einer einjährigen Bewährungsstrafe verurteilt.
Er wurde 2016 erneut, diesmal für die Jeongui-Partei, in die Nationalversammlung gewählt.
Im Juli 2018 wurde gegen Roh ermittelt. Ihm wurde vorgeworfen, 50 Millionen Won (40.000 Euro) während eines Meinungs-Manipulations-Skandals von einem einflussreichen Blogger namens Druking entgegengenommen zu haben.

## Persönliches
Roh heiratete 1988 seine Arbeitskollegin Kim Ji-sun. Er spielte seit seiner Grundschulzeit Cello und träumte oft von einer Gesellschaft, in der jeder Bürger ein Musikinstrument erwerben könne. Das Paar blieb kinderlos.

## Tod
Roh beging am 23. Juli 2018 im Alter von 61 Jahren Selbstmord, als er aus der Wohnung seiner Mutter in Seoul sprang. Sein Tod ereignete sich im Zuge der Ermittlungen gegen die illegalen politischen Gelder von Druking.
In seinem Testament gab er zu, 40 Millionen Won von Drukings Organisation erhalten zu haben. Er lehnte aber jegliche Form der Bevorzugung im Wahlkampf ab.
Als Reaktion auf seinen Tod sagte der südkoreanische Präsident Moon Jae-in, dass Roh „große Beiträge zur Erweiterung des Spektrums der (süd-) koreanischen Politik geleistet“ hat.